# جاك كيستلوت
جاك كيستلوت هو مبارز بالسيف بلجيكي، مثّل بلاده في الألعاب الأولمبية الصيفية 1928.

## روابط رياضية
جاك كيستلوت على موقع أوليمبيديا (الإنجليزية)